# Наші дівчата
«Наші дівчата» — радянський чорно-білий німий фільм режисера Володимира Брауна. Вийшов на екрани 25 травня 1930 року. Зберігся частково.

## Сюжет
Школа ФЗУ в прикордонному містечку випускає перших дівчат-токарів. Дівчата починають працювати на заводі і стикаються з труднощами. Вони приходять до думки про організацію жіночої бригади. Жіноча бригада виконує термінове замовлення. З'ясовується, що професійних навичок дівчат недостатньо. Молоді робітники і дівчата вирішують організувати молодіжну бригаду. Однак адміністрація заводу опирається цьому. Між дівчатами виникає любовний конфлікт. На допомогу молоді приходить секретар партійної організації. Молоді вдається реалізувати свої задуми. Паралельно з основною сюжетною лінією показано участь молоді у військово-оборонній роботі.

## У ролях
- Софія Магарілл —  Ніна
- Варвара М'ясникова —  Шура
- Андрій Костричкін —  Смирнов, технік
- Володимир Гардін —  Матвєєв
- Павло Курзнер —  Голутва, токар
- Євгенія Пирялова —  комсомолка
- Антоніна Брянцева —  комсомолка
- Анна Шендзиковська —  комсомолка
- Зінаїда Воркуль —  Саша

## Знімальна група
- Сценарист — Олександр Устинович
- Режисер — Володимир Браун
- Оператор — Гліб Буштуєв
- Художник — Павло Бетакі